# قمة مجموعة العشرين هامبورغ 2017
قمة مجموعة العشرين هامبورغ 2017 (بالإنجليزية: 2017 G20 Hamburg summit) هي الاجتماع الثاني عشر لمجموعة العشرين (G20). عقدت في 7-8 يوليو 2017 في مدينة هامبورغ (ألمانيا).

## القادة المشاركون

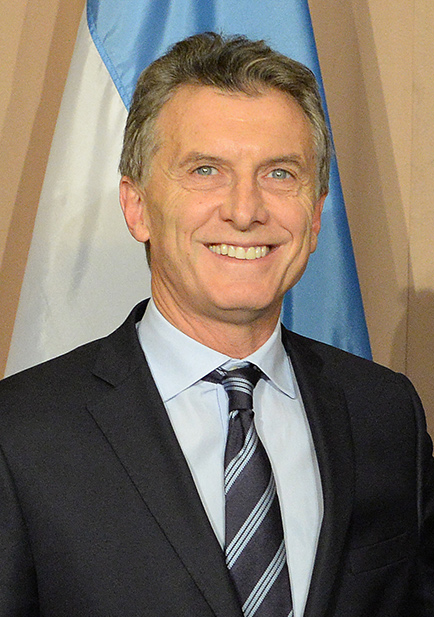
الأرجنتين ماوريسيو ماكري، رئيس الأرجنتين
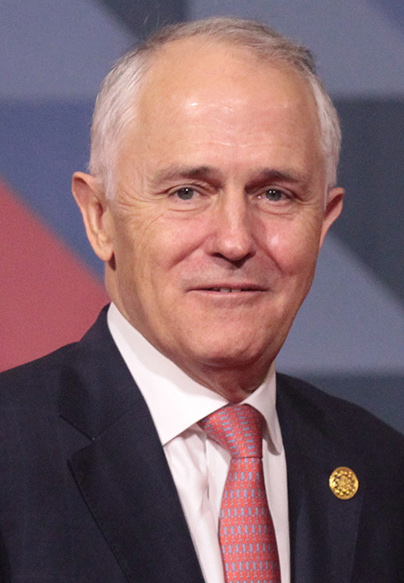
أستراليا مالكولم تورنبول، رئيس وزراء أستراليا
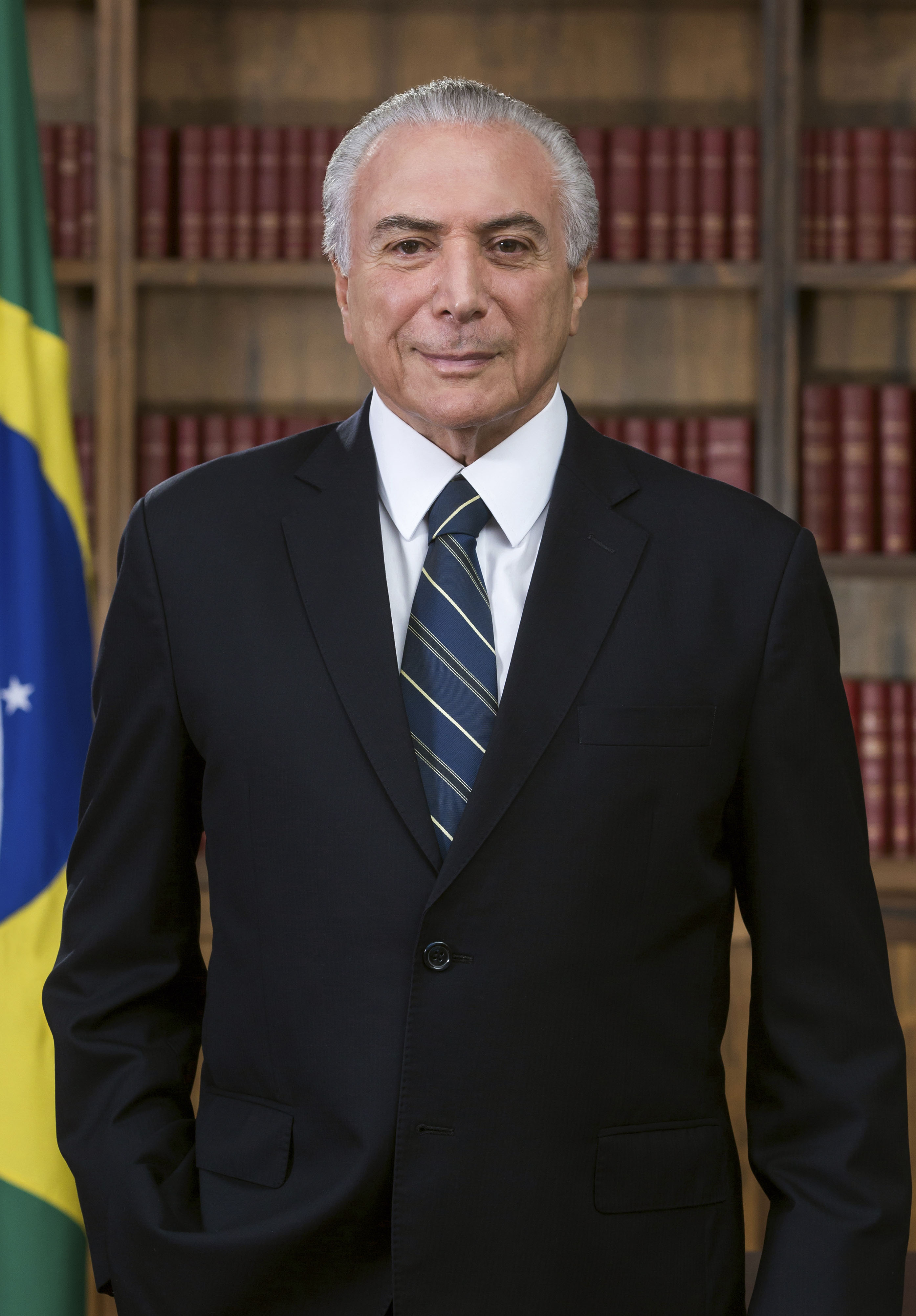
البرازيل ميشال تامر، رئيس البرازيل
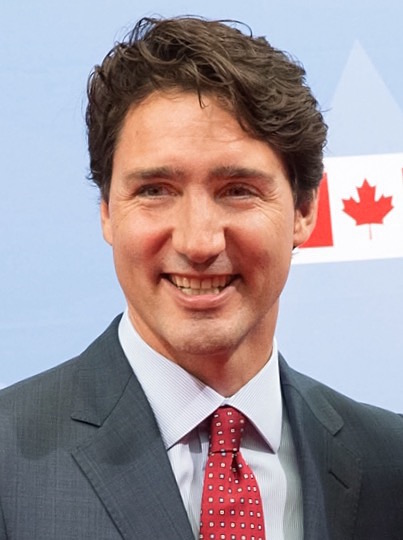
كندا جاستن ترودو، رئيس وزراء كندا
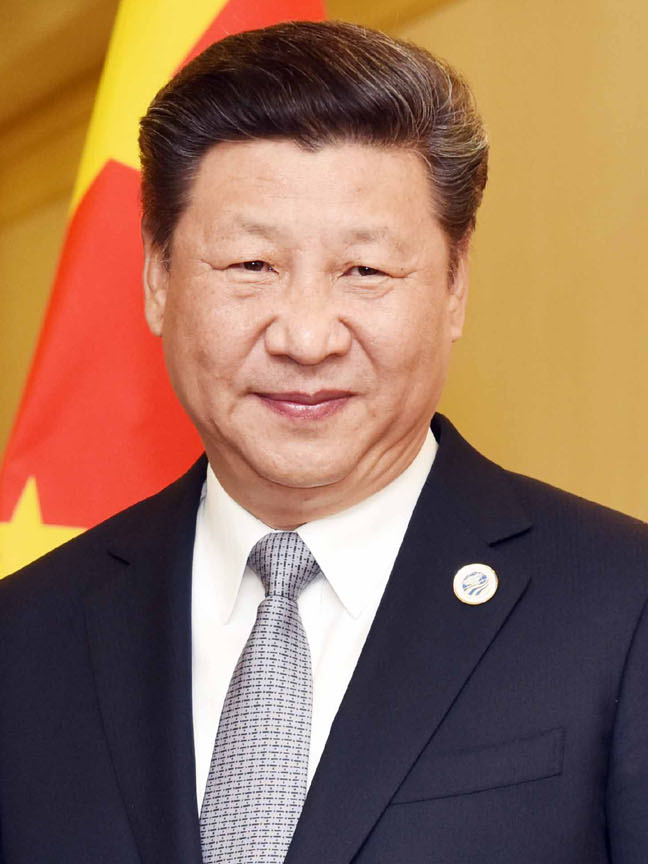
الصين شي جين بينغ، رئيس الصين
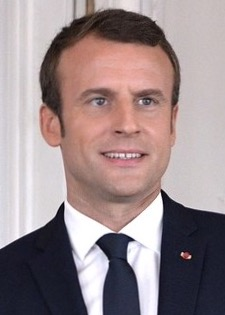
فرنسا إيمانويل ماكرون، رئيس فرنسا
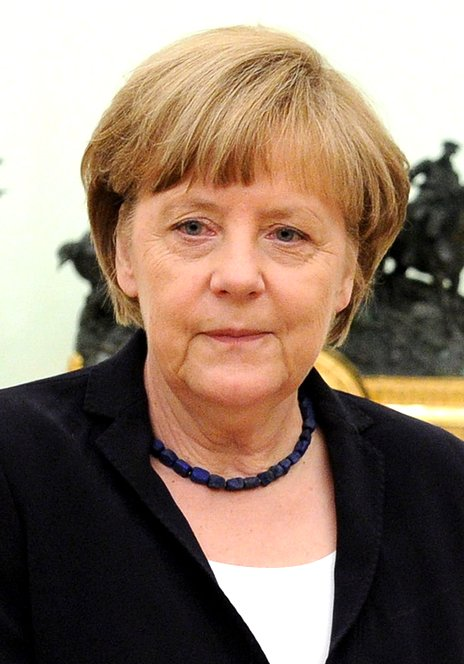
ألمانيا أنغيلا ميركل، مستشارة ألمانيا (مضيف)
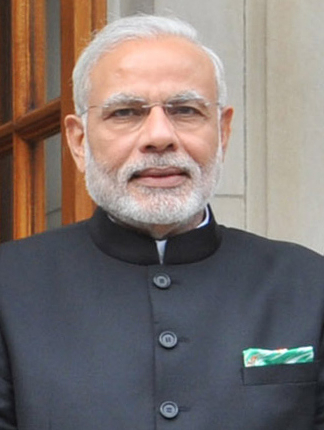
الهند ناريندرا مودي، رئيس وزراء الهند
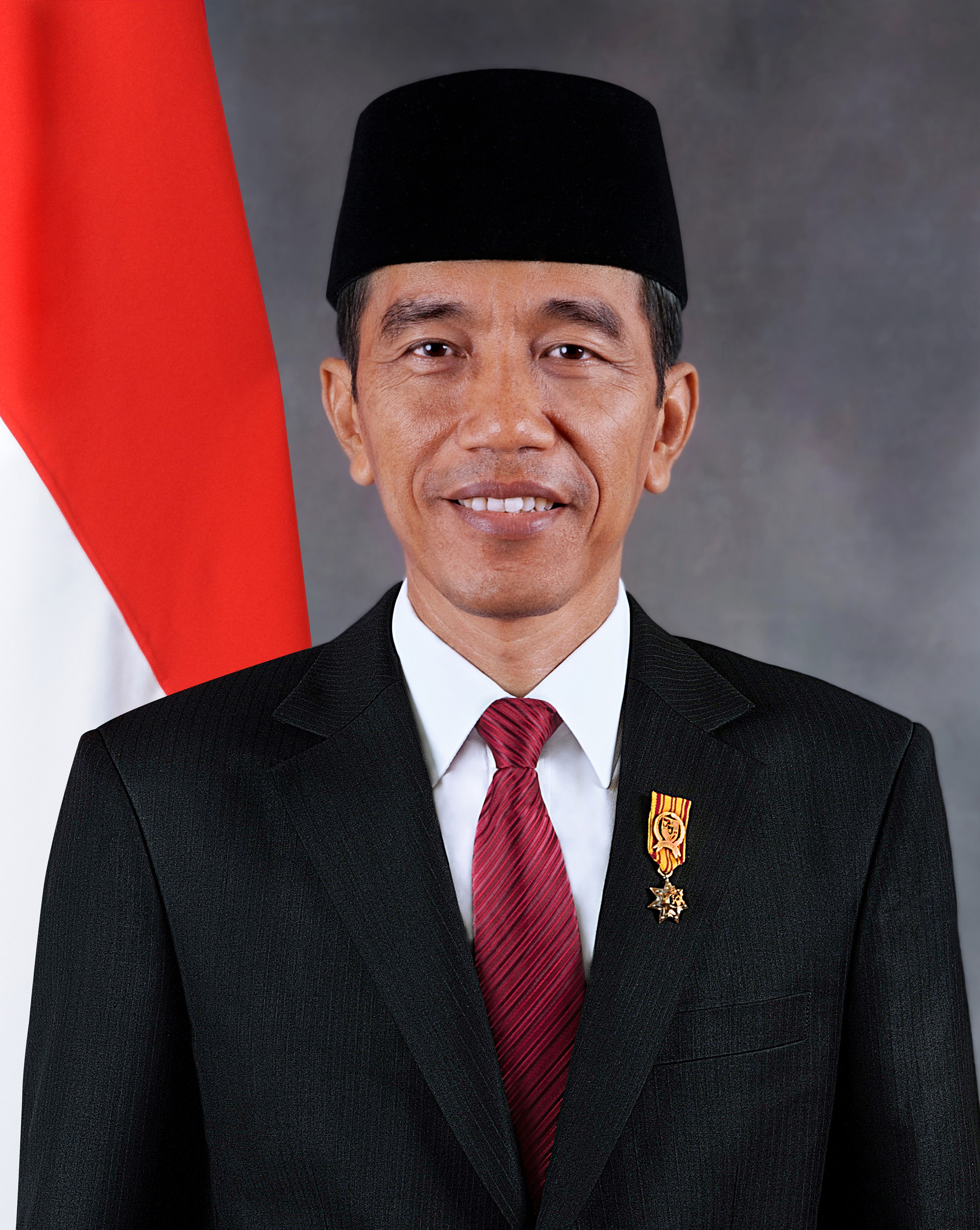
إندونيسيا جوكو ويدودو، رئيس إندونيسيا
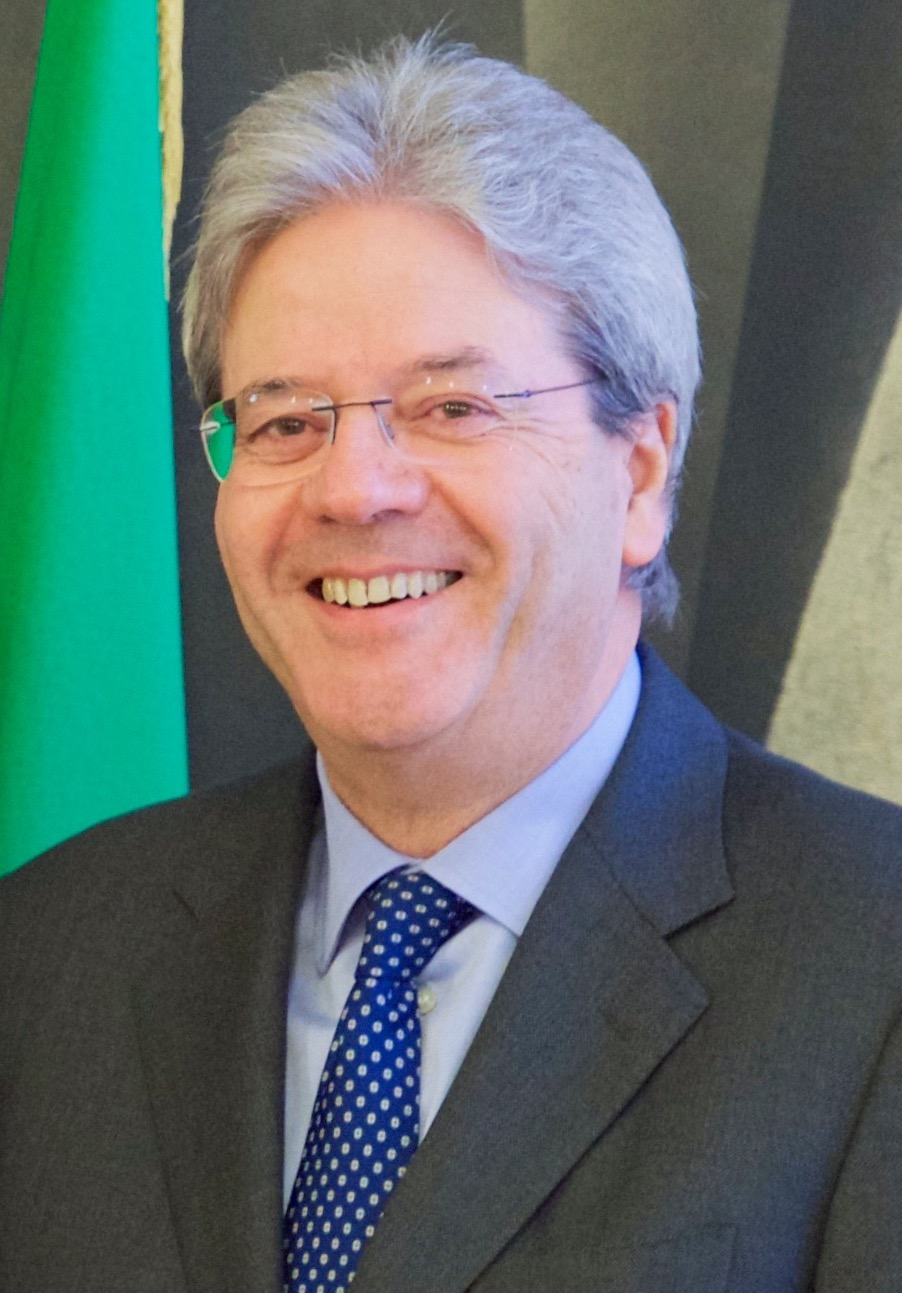
إيطاليا باولو جينتيلوني، رئيس وزراء إيطاليا
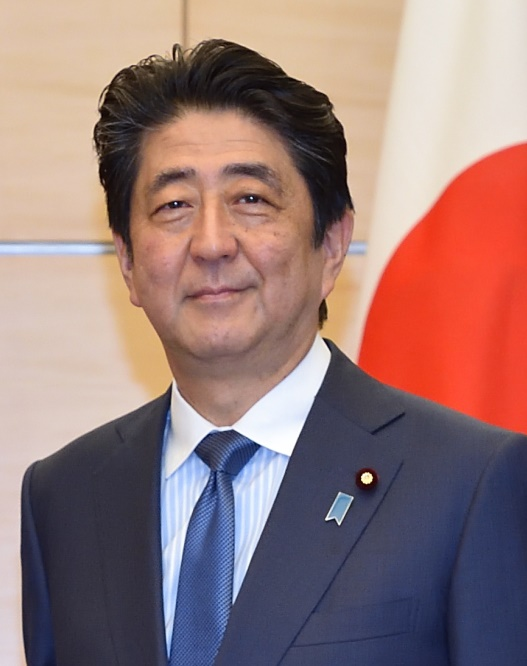
اليابان شينزو آبي، رئيس وزراء اليابان
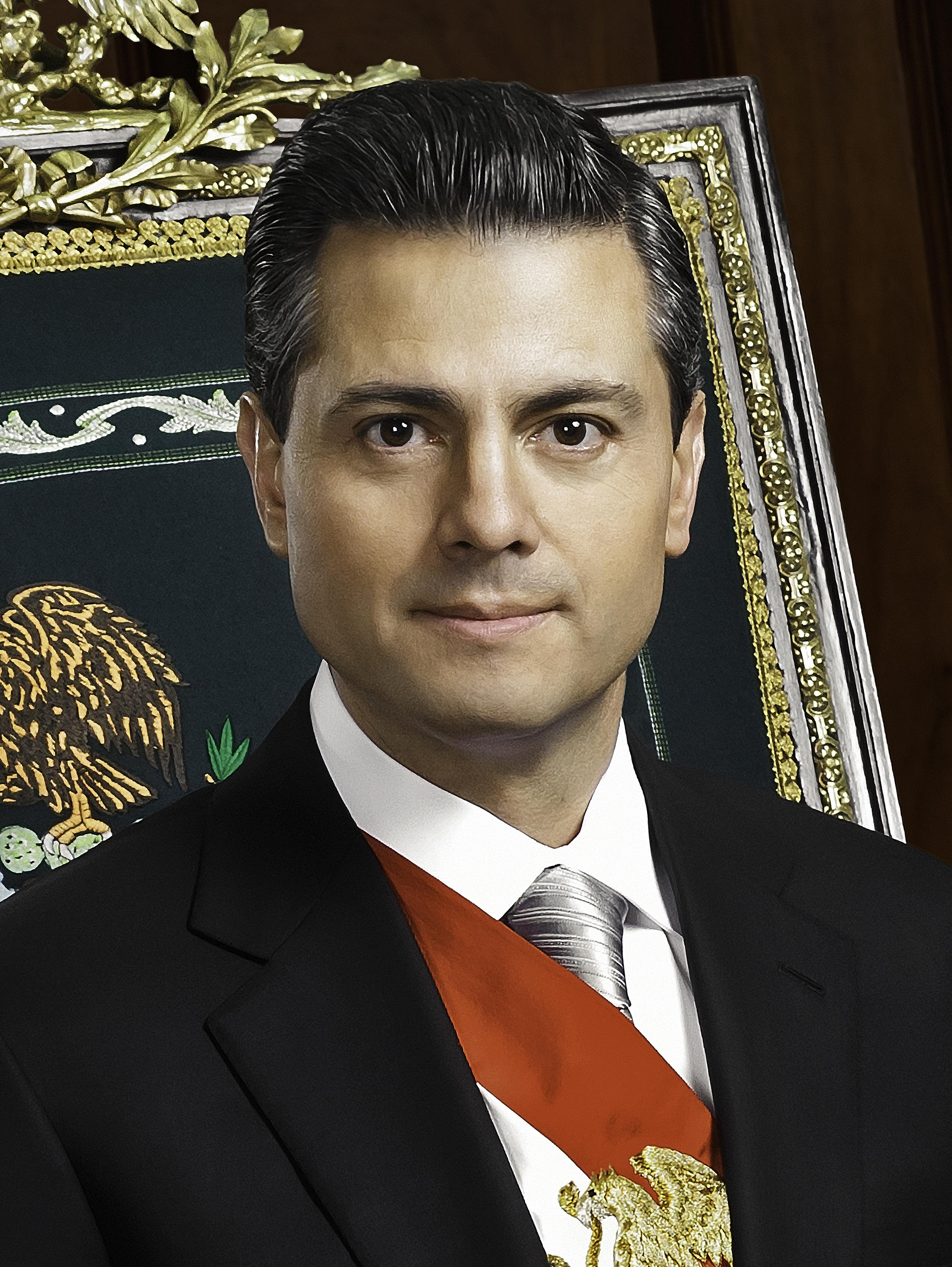
المكسيك إنريكه بينيا نييتو، رئيس المكسيك
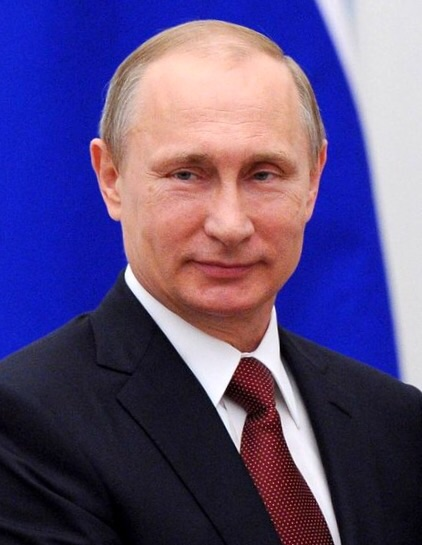
روسيا فلاديمير بوتين، رئيس روسيا
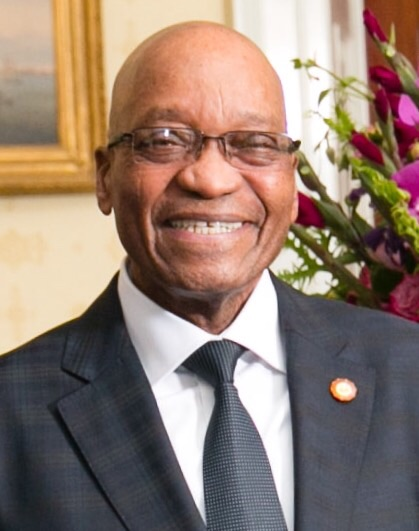
جنوب إفريقيا جاكوب زوما، رئيس جنوب أفريقيا
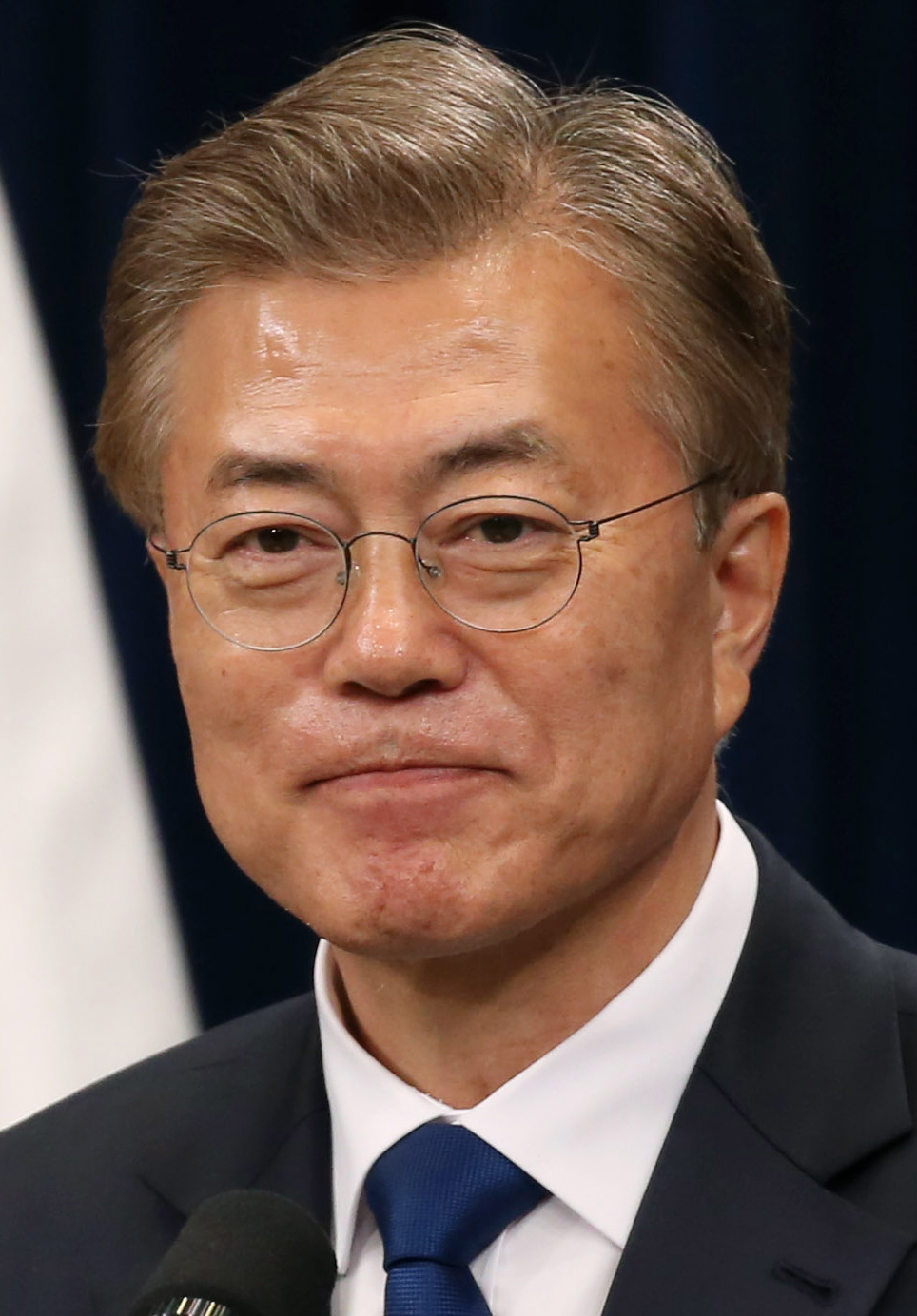
كوريا الجنوبية مون جاي إن، رئيس كوريا الجنوبية
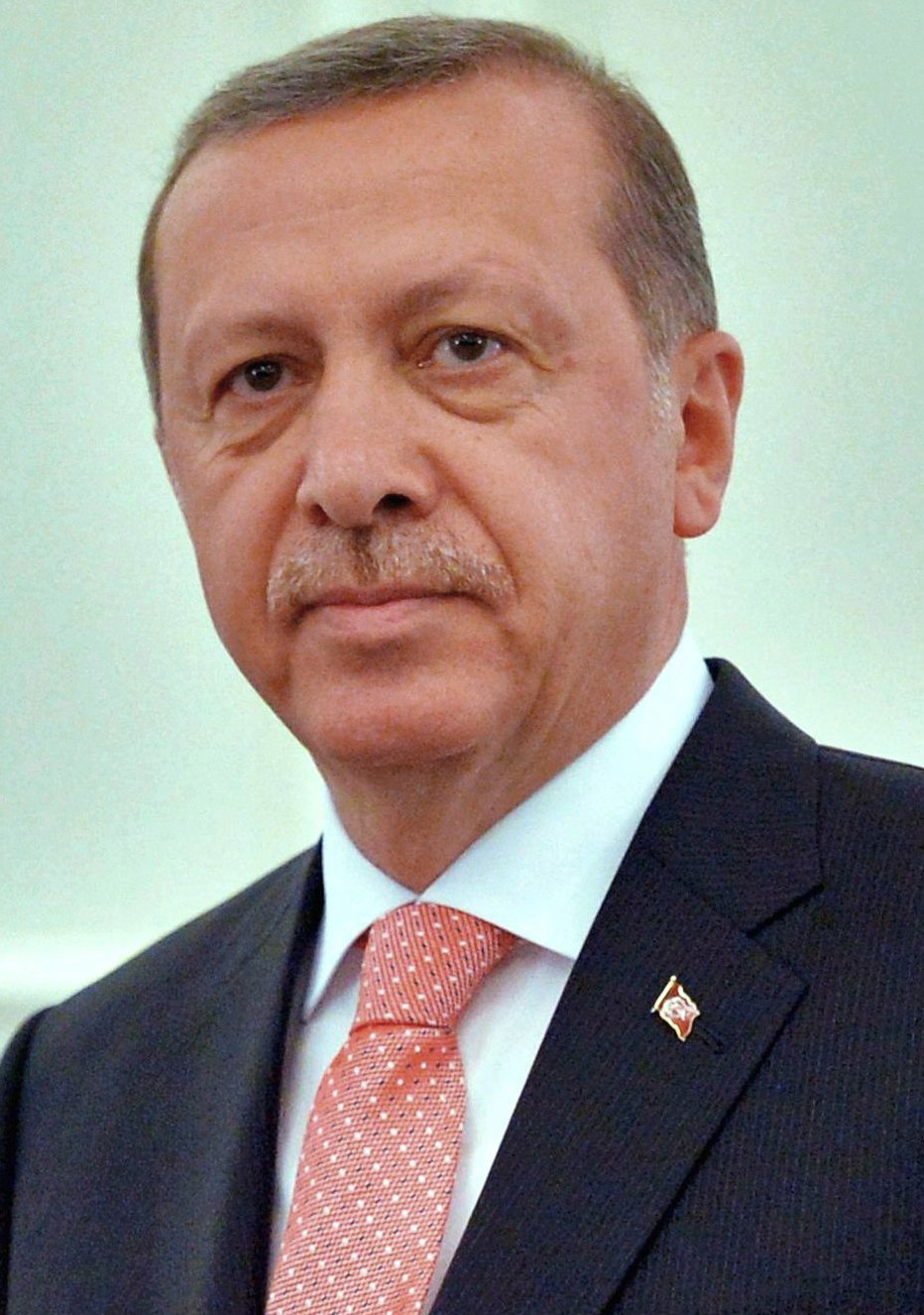
تركيا رجب طيب أردوغان، رئيس تركيا
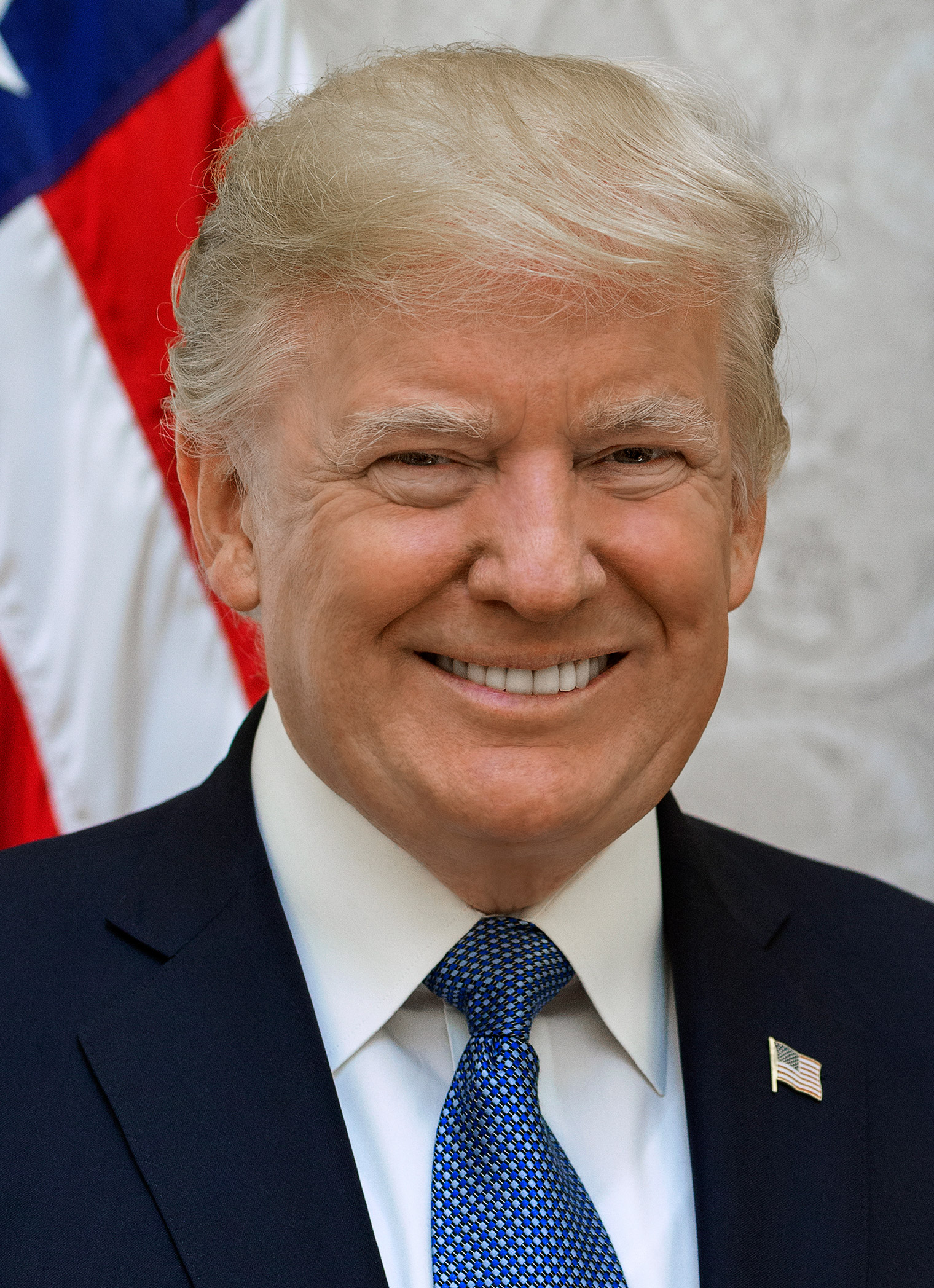
الولايات المتحدة دونالد ترامب، رئيس الولايات المتحدة
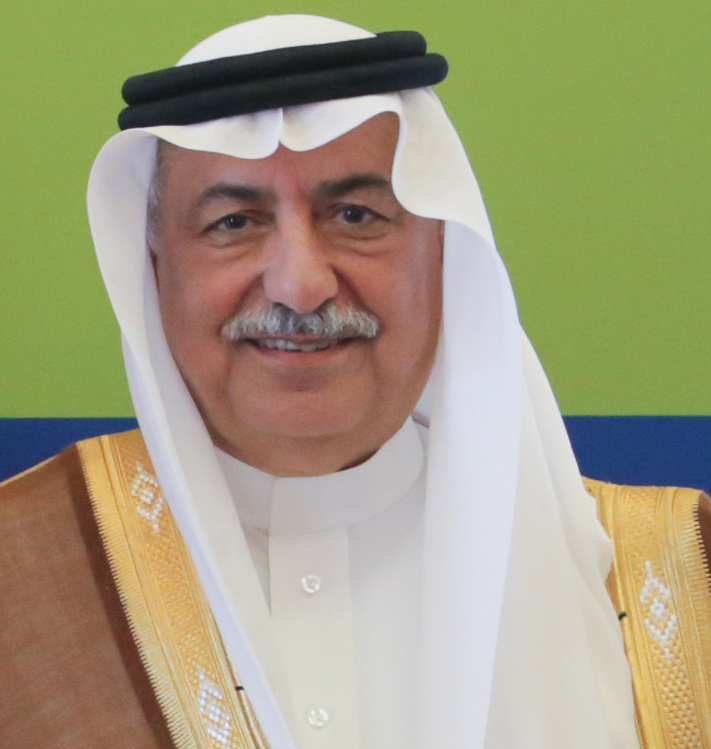
السعودية إبراهيم بن عبد العزيز العساف، وزير دولة
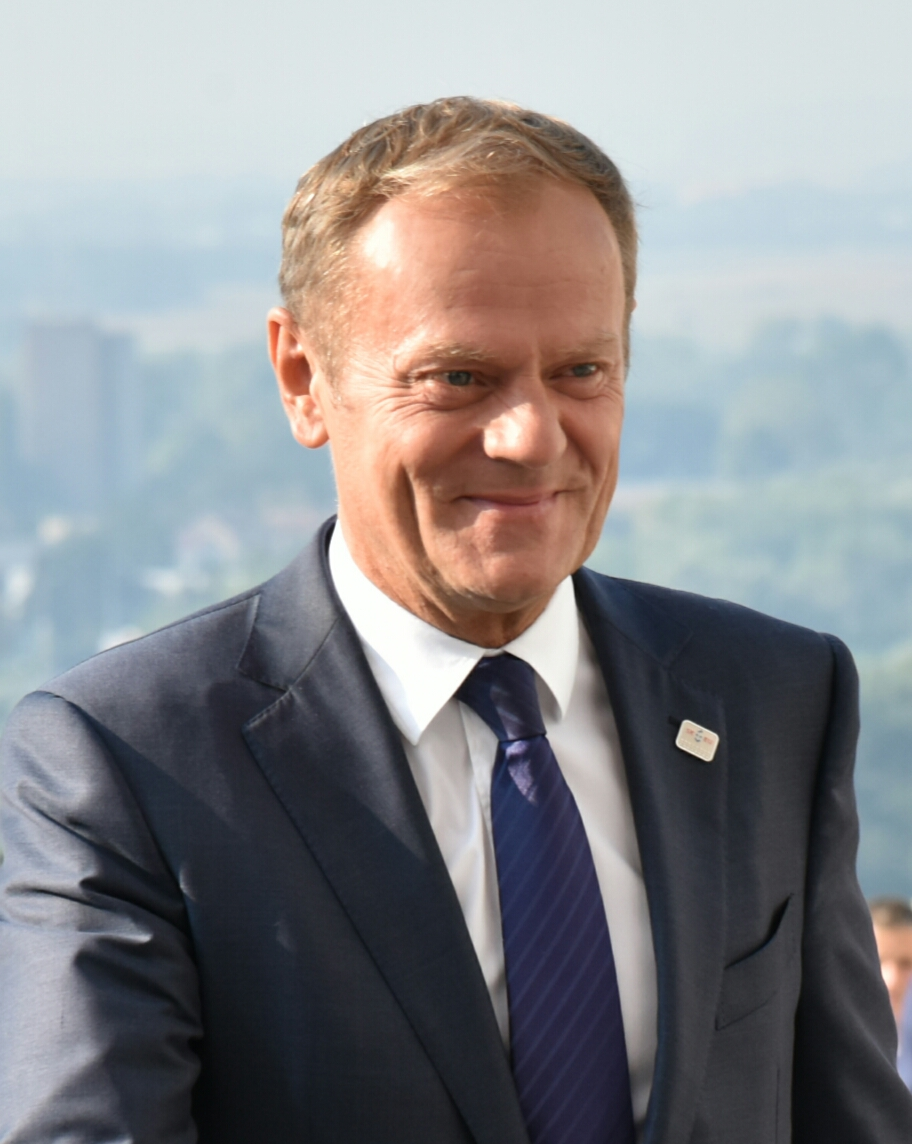
الاتحاد الأوروبي دونالد توسك، رئيس المجلس الأوروبي
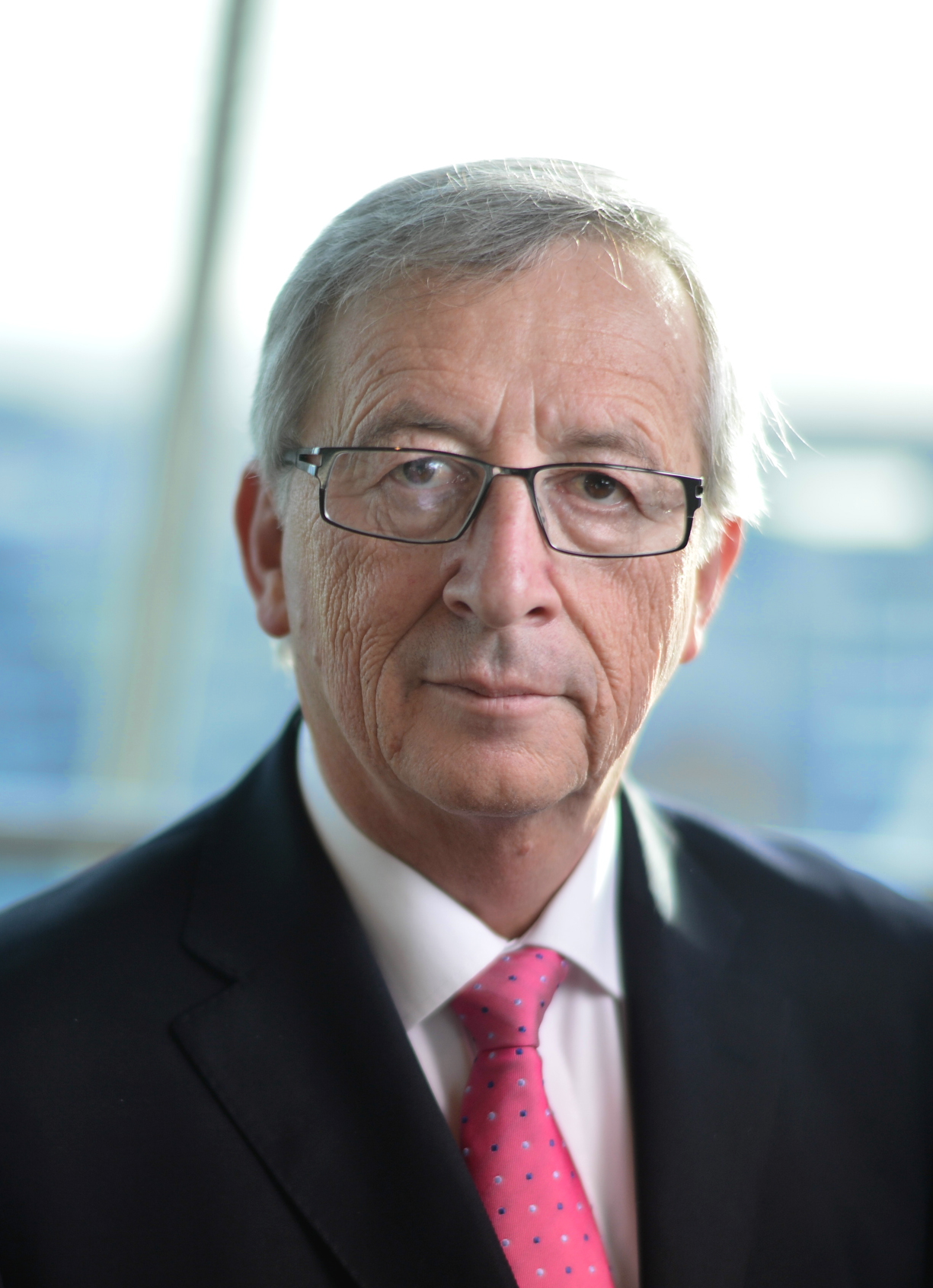
الاتحاد الأوروبي جان كلود يونكر، رئيس المفوضية الأوروبية

### الضيوف المدعوون

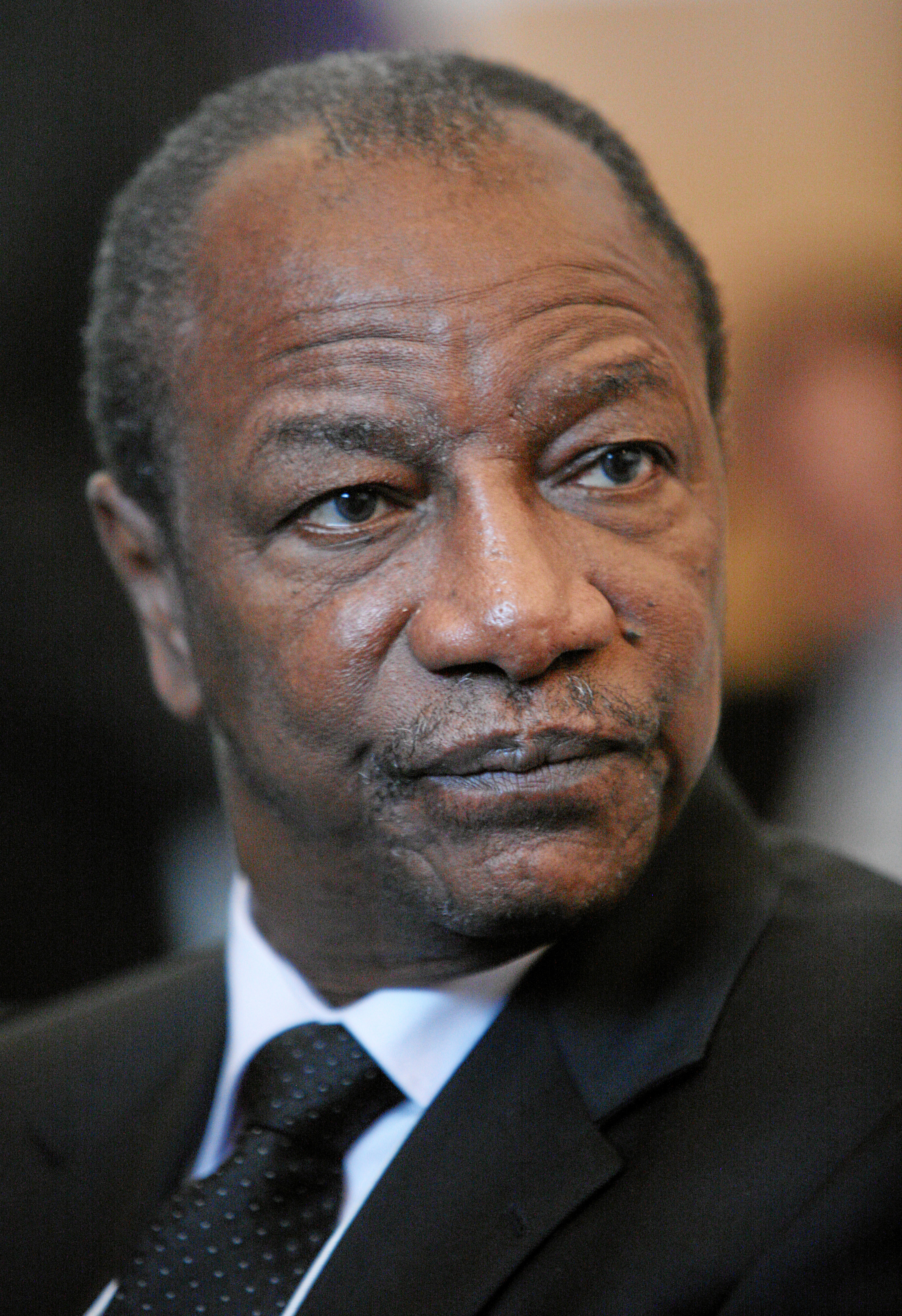
' ألفا كوندي، رئيس غينيا، رئيس الاتحاد الأفريقي لسنة 2017
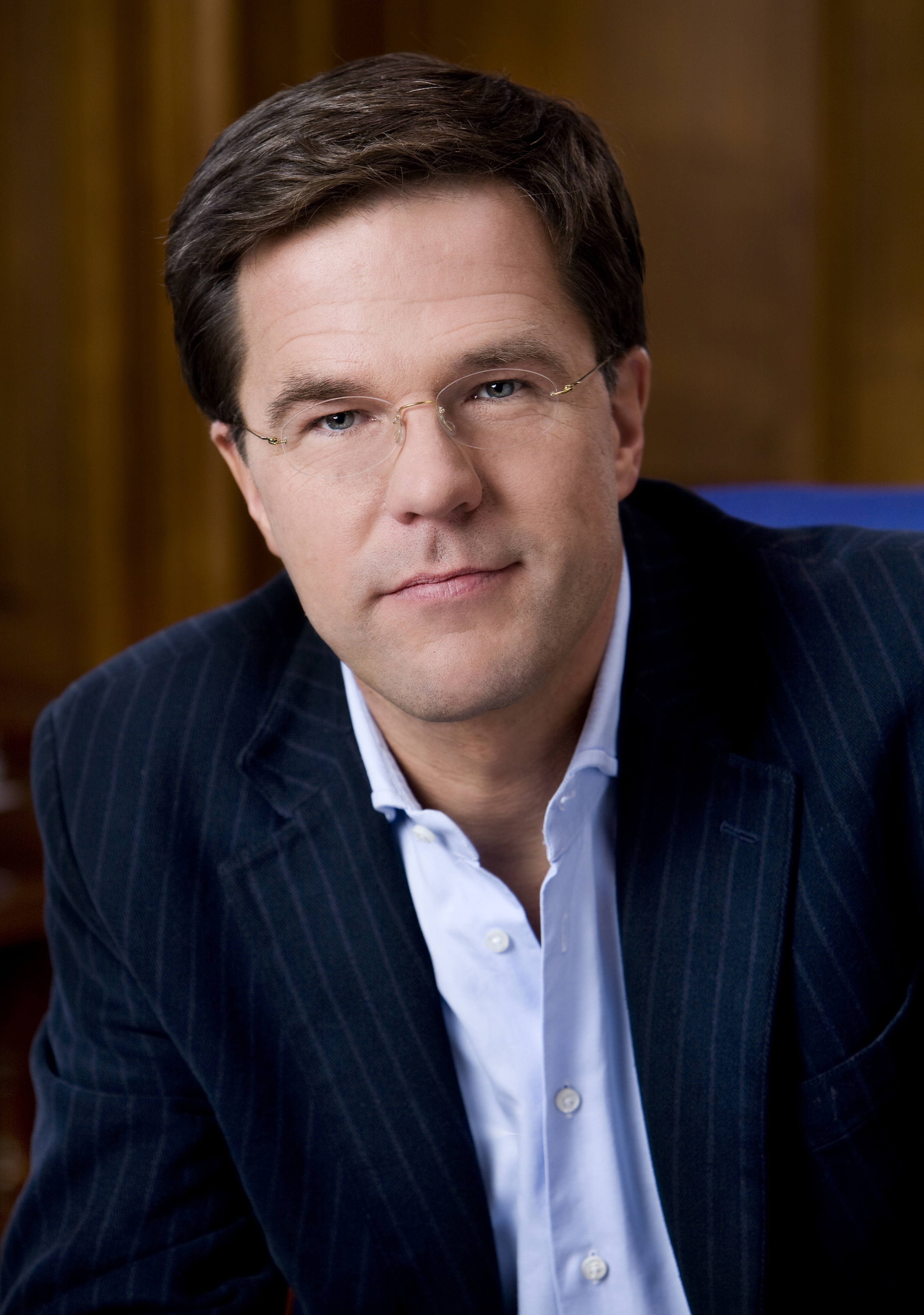
' مارك روته، رئيس وزراء هولندا، ضيف مدعو
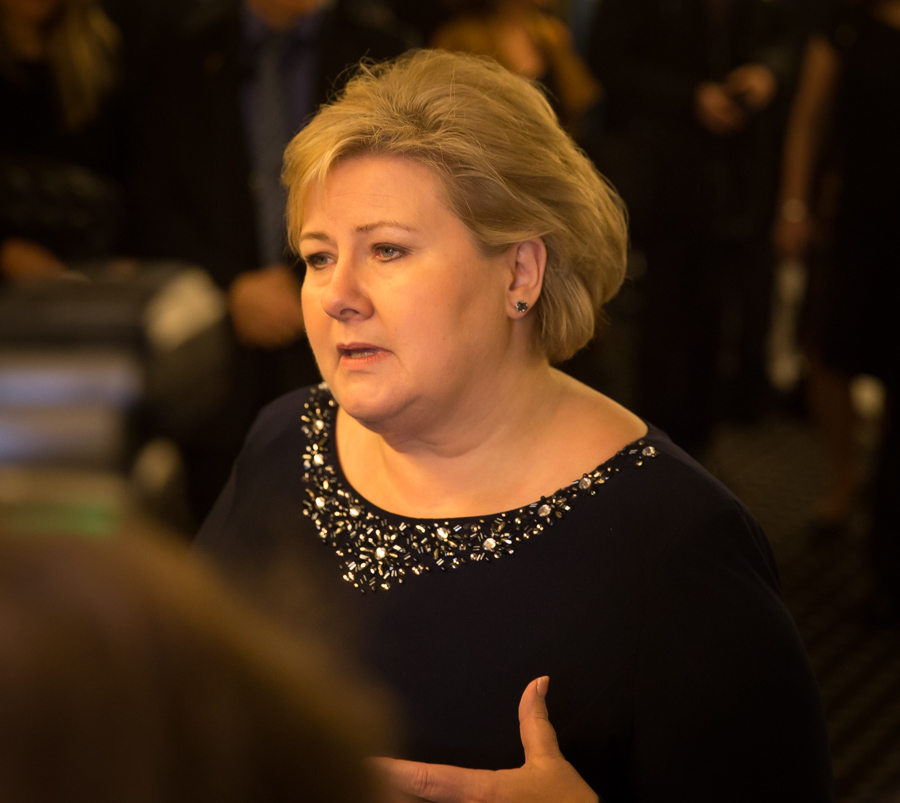
' إرنا سولبرغ، رئيسة وزراء النرويج، ضيف مدعو
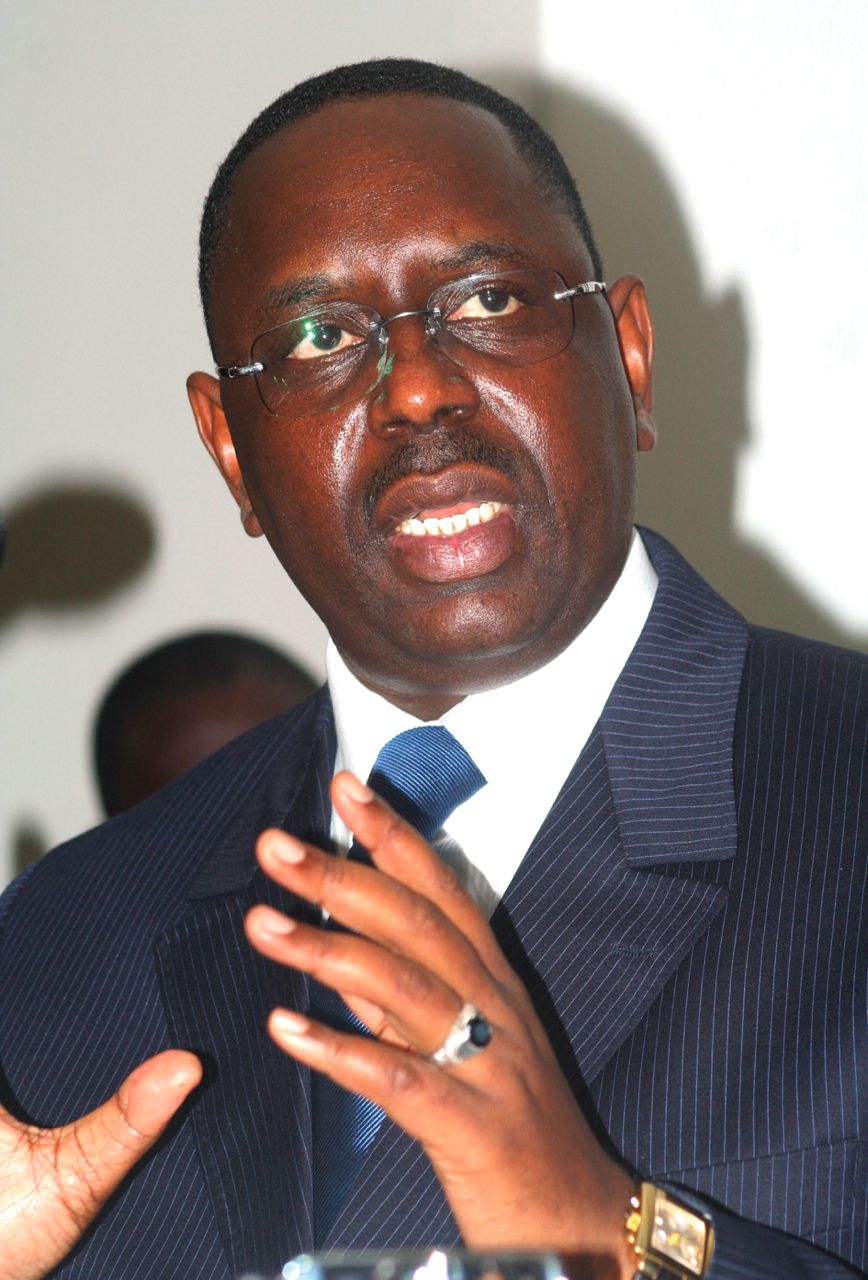
' ماكي سال، رئيس السينغال، رئيس النيباد
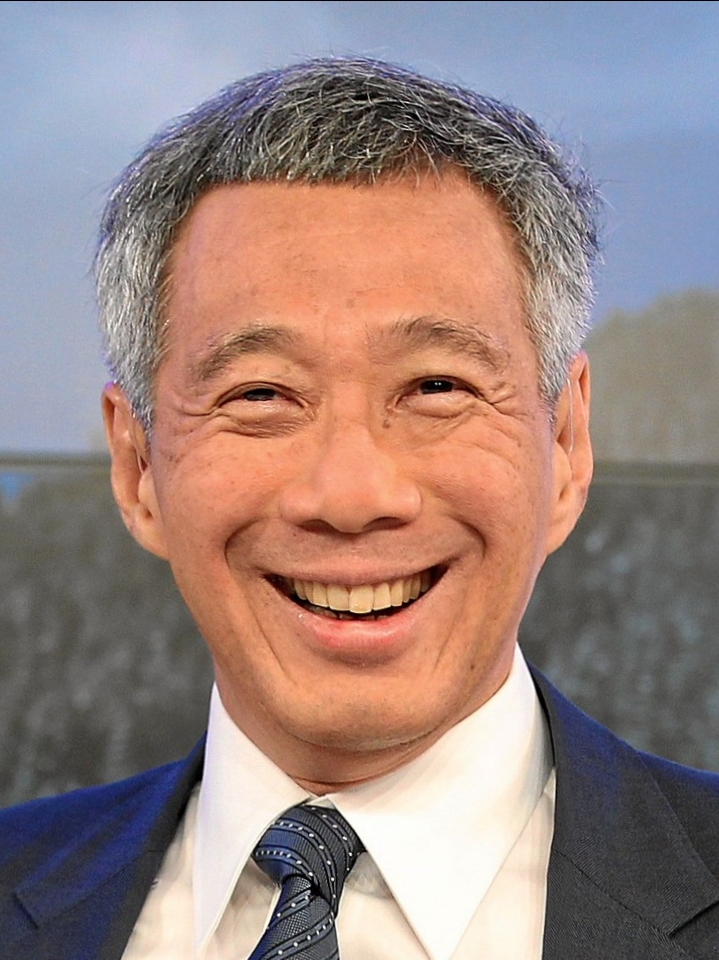
' لي هسين لونغ، رئيس وزراء سنغافورة، ضيف مدعو
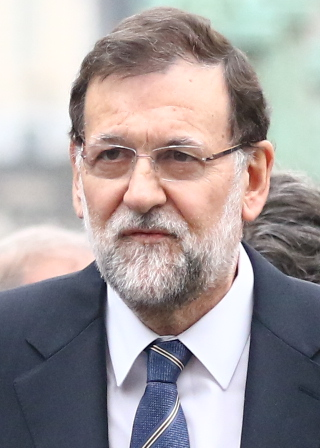
' ماريانو راخوي، رئيس وزراء إسبانيا، ضيف مدعو دائم
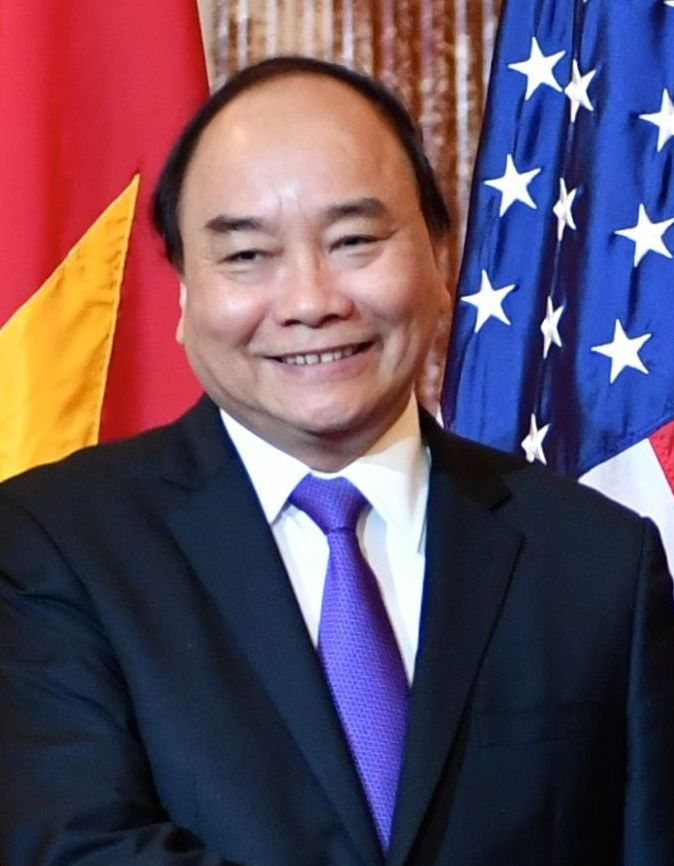
' نجوين شوان فوك، رئيس وزراء فيتنام، مضيف منتدى التعاون الاقتصادي لدول آسيا والمحيط الهادئ لسنة 2017

- غينيا
ألفا كوندي، رئيس غينيا، رئيس الاتحاد الأفريقي لسنة 2017
- هولندا
مارك روته، رئيس وزراء هولندا، ضيف مدعو[2][3]
- النرويج
إرنا سولبرغ، رئيسة وزراء النرويج، ضيف مدعو[3]
- السنغال
ماكي سال، رئيس السينغال، رئيس النيباد
- سنغافورة
لي هسين لونغ، رئيس وزراء سنغافورة، ضيف مدعو[4][3]
- إسبانيا
ماريانو راخوي، رئيس وزراء إسبانيا، ضيف مدعو دائم
- فيتنام
نجوين شوان فوك، رئيس وزراء فيتنام، مضيف منتدى التعاون الاقتصادي لدول آسيا والمحيط الهادئ لسنة 2017

### المنظمات الدولية

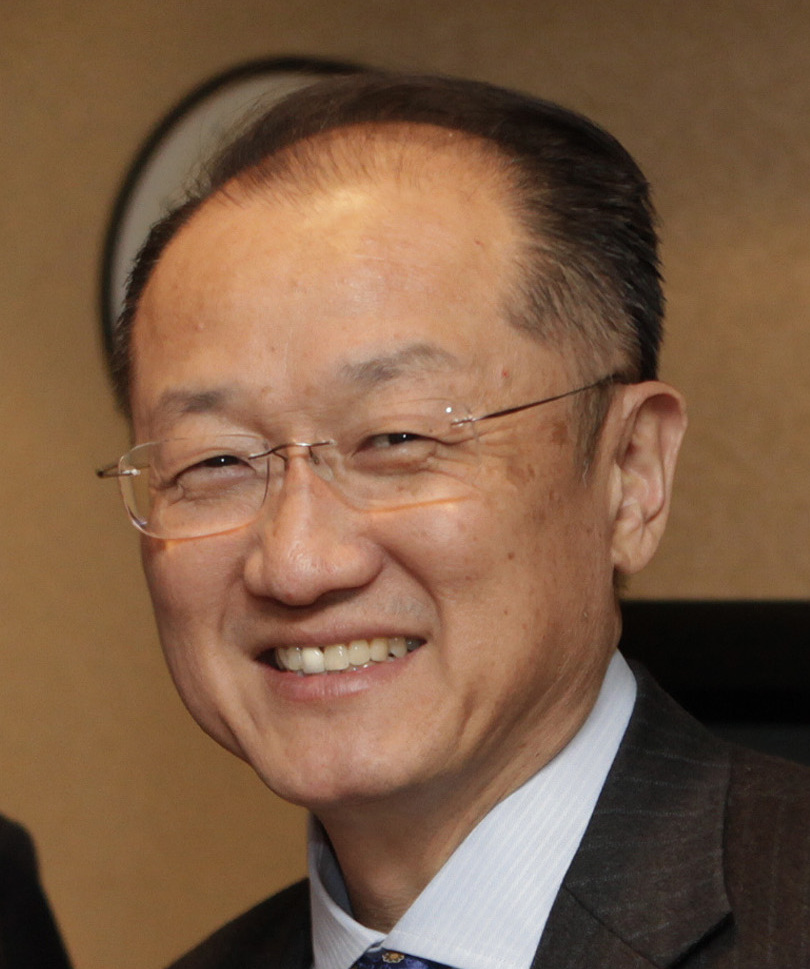
البنك الدولي جيم يونغ كيم، رئيس البنك الدولي
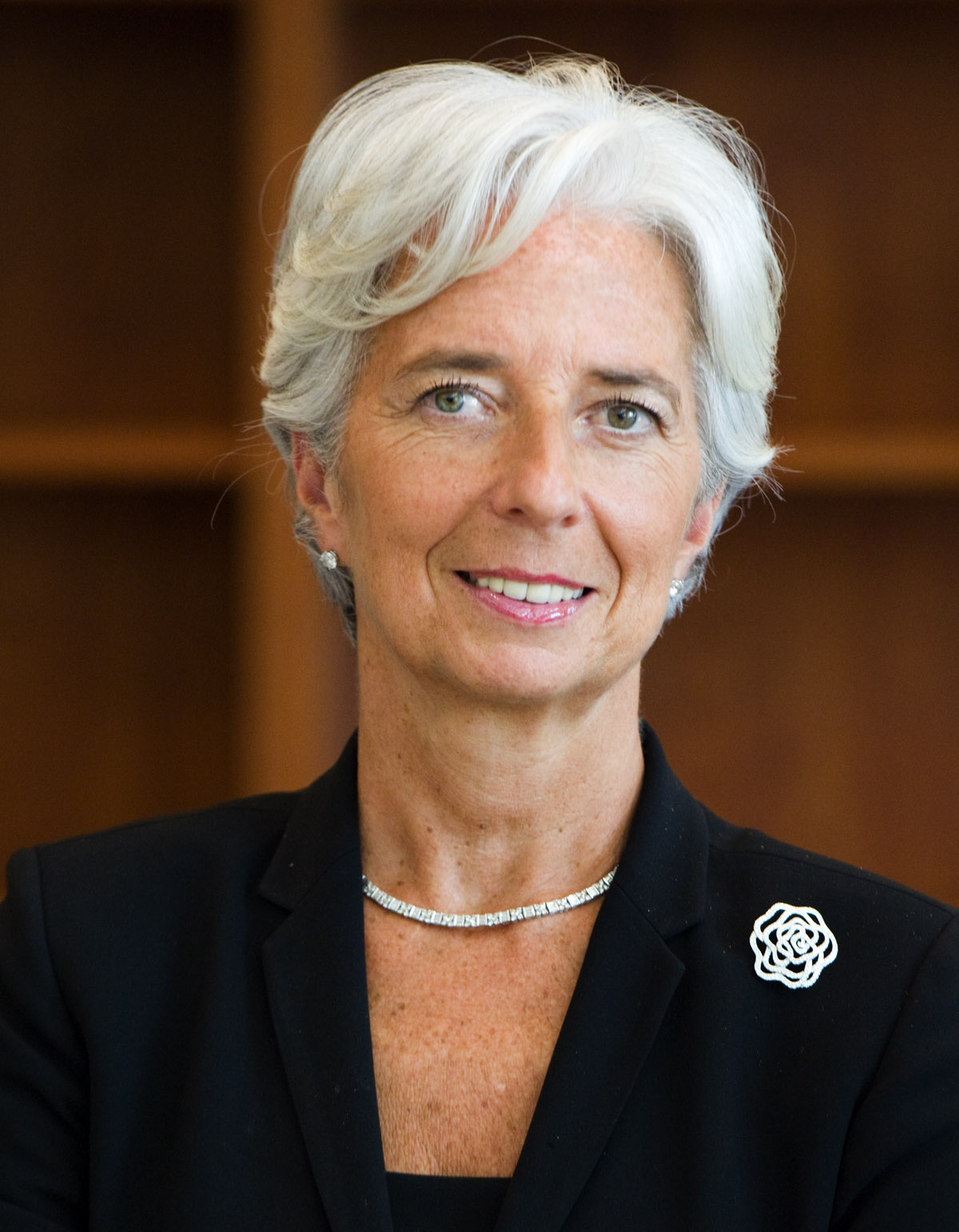
صندوق النقد الدولي كريستين لاغارد، المديرة العامة لصندوق النقد الدولي
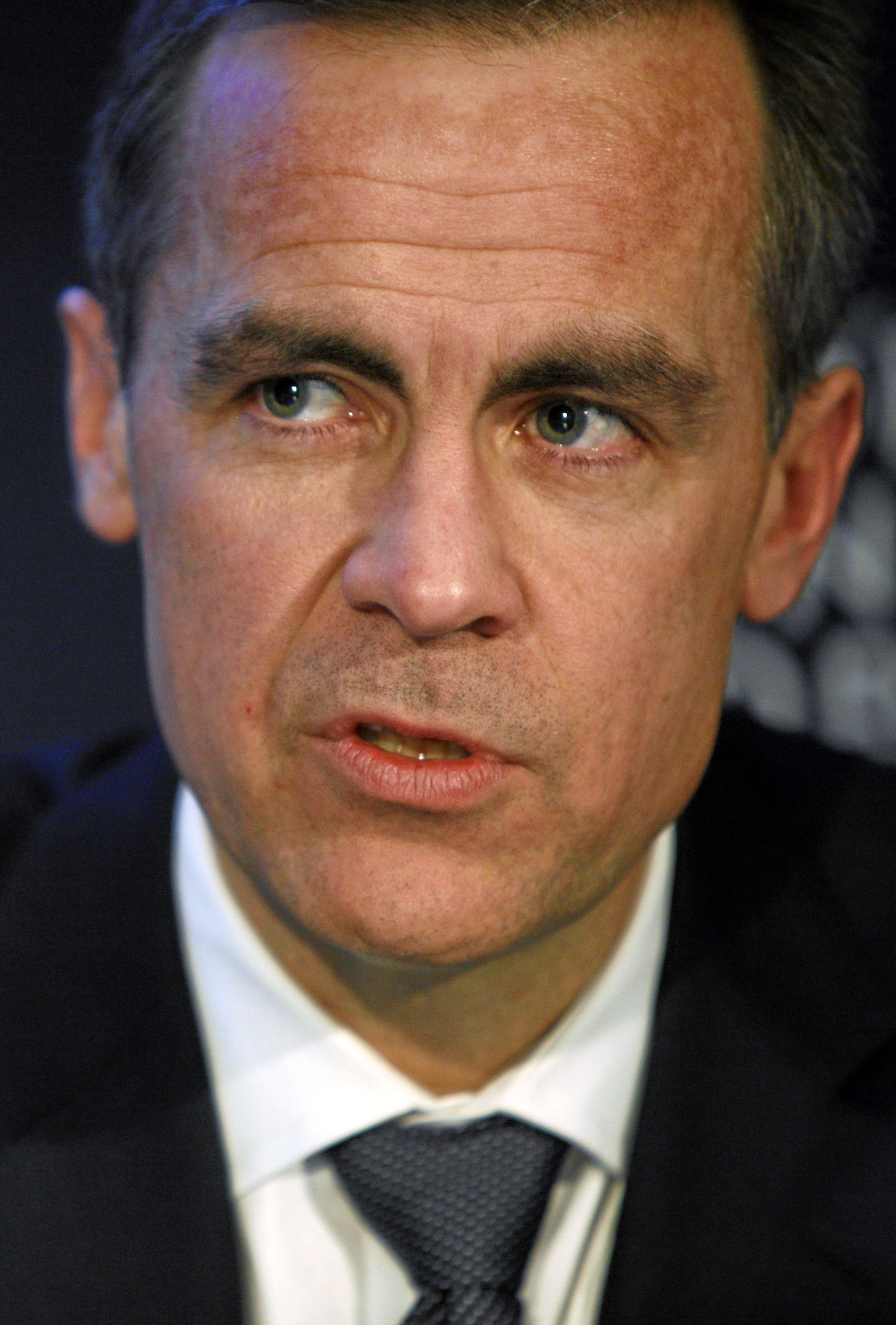
مجلس الاستقرار المالي مارك كارني، رئيس مجلس الاستقرار المالي
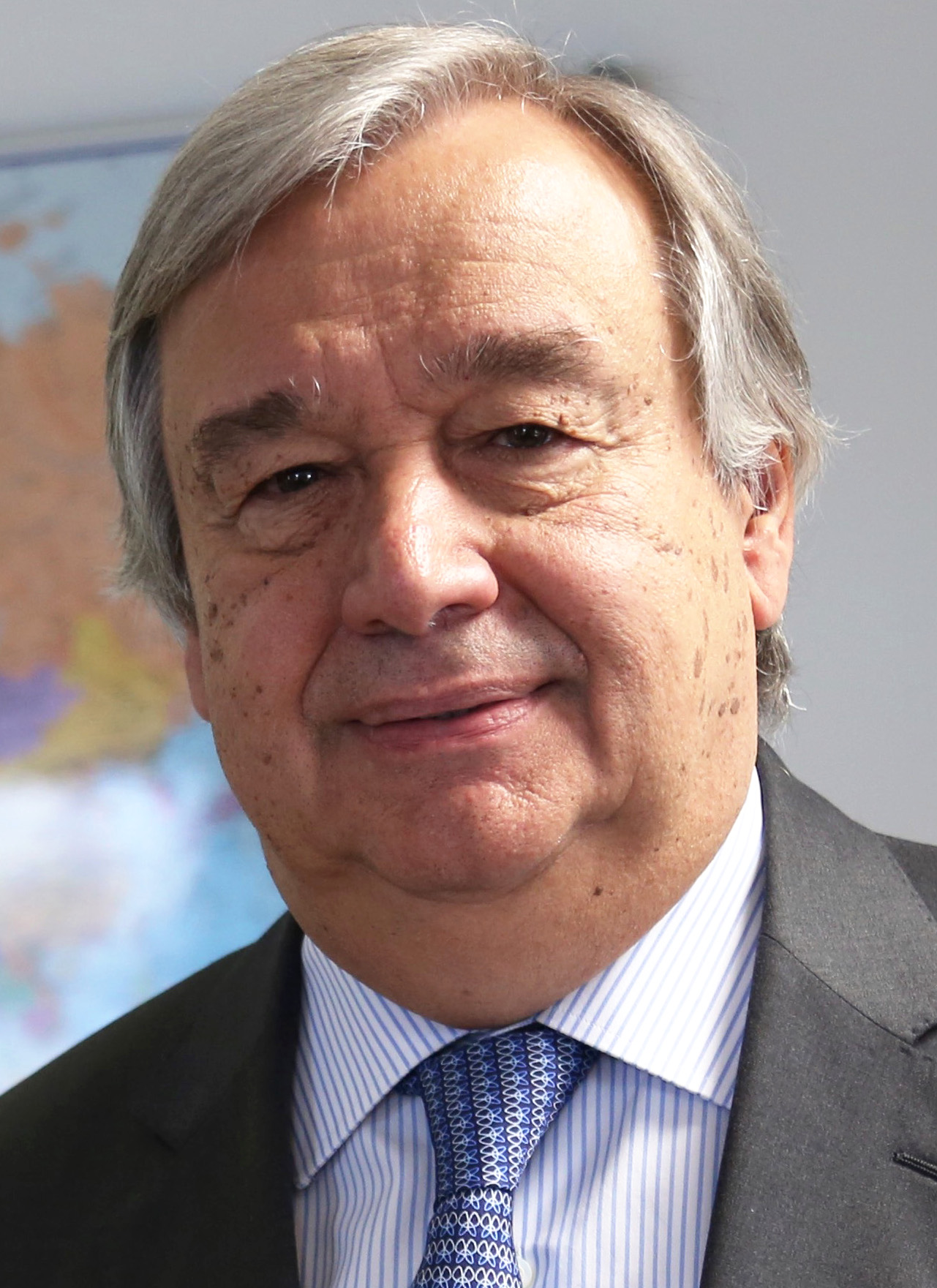
الأمم المتحدة أنطونيو غوتيريس، الأمين العام للأمم المتحدة
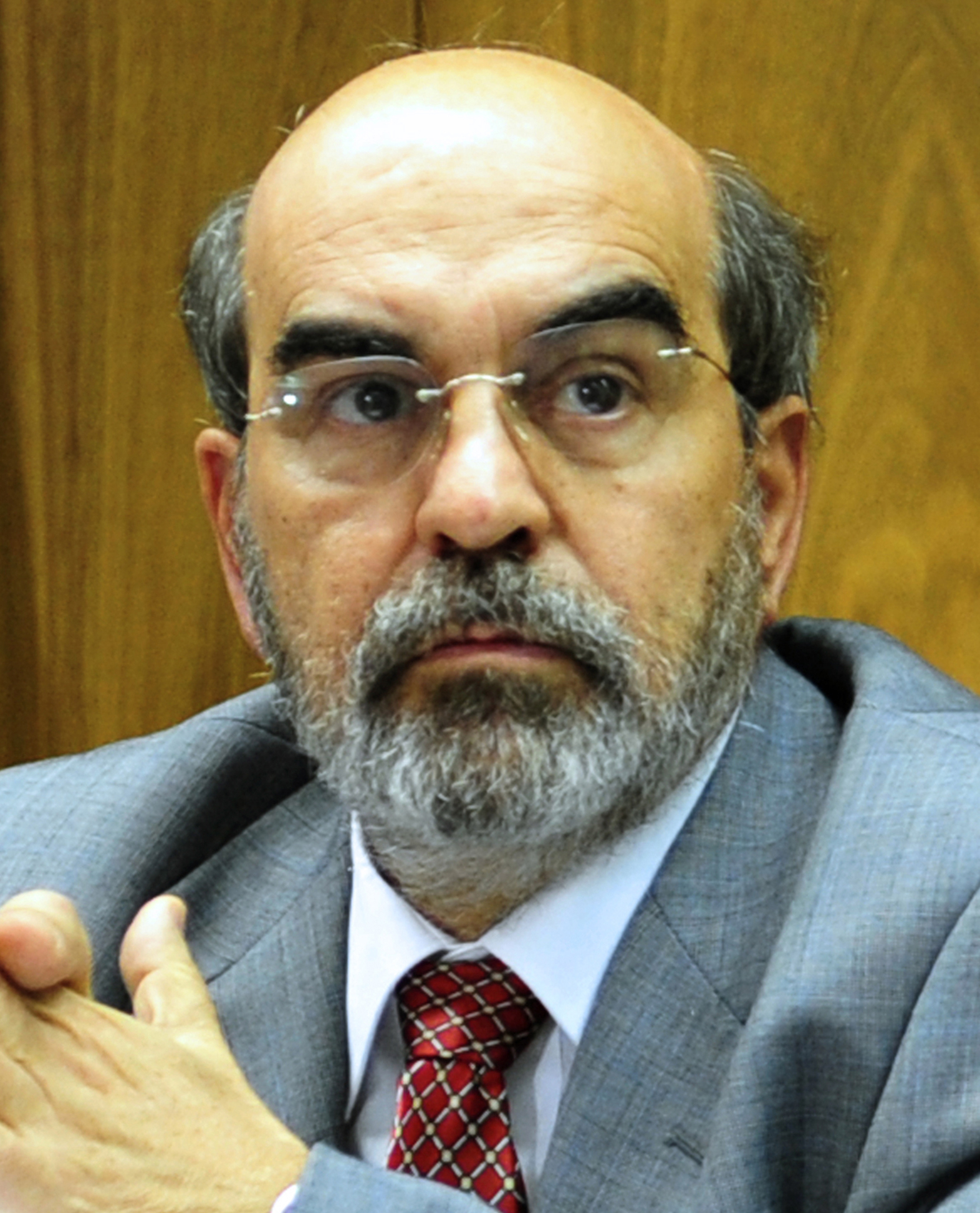
منظمة الأغذية والزراعة خوسيه غرازيانو داسيلفا، المدير العام لمنظمة الأغذية والزراعة
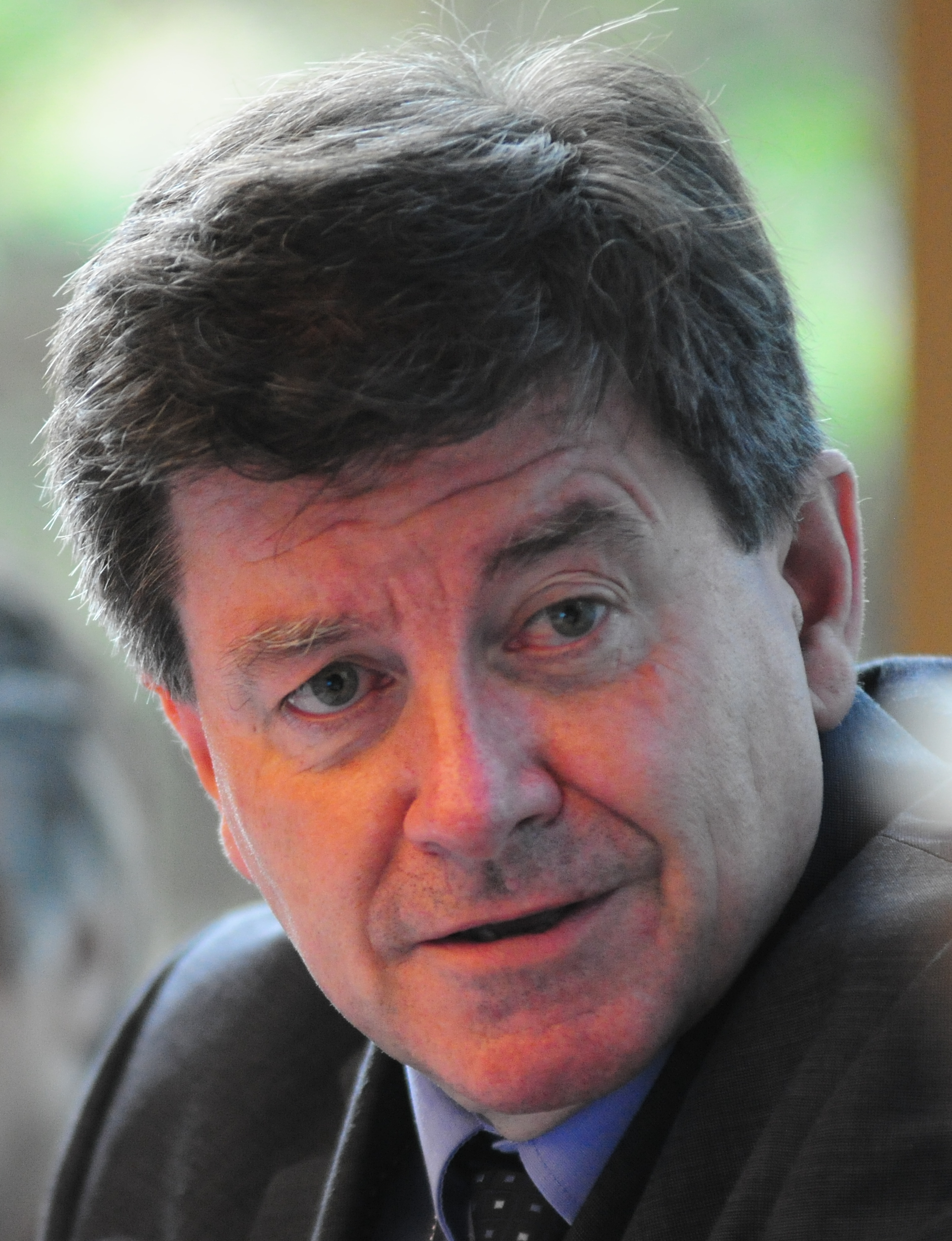
منظمة العمل الدولية غاي رايدر، المدير العام لمنظمة العمل الدولية
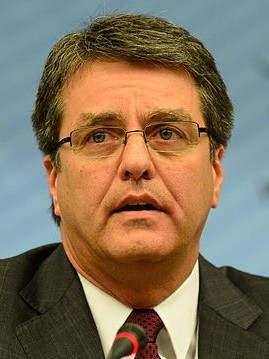
منظمة التجارة العالمية روبرتو أزيفيدو، المدير العام لمنظمة التجارة العالمية
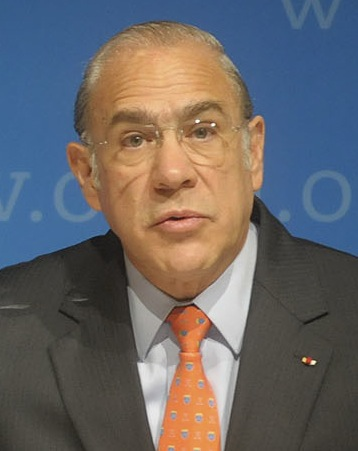
منظمة التعاون الاقتصادي خوسيه أنخيل غوريا، الأمين العام لمنظمة التعاون الاقتصادي
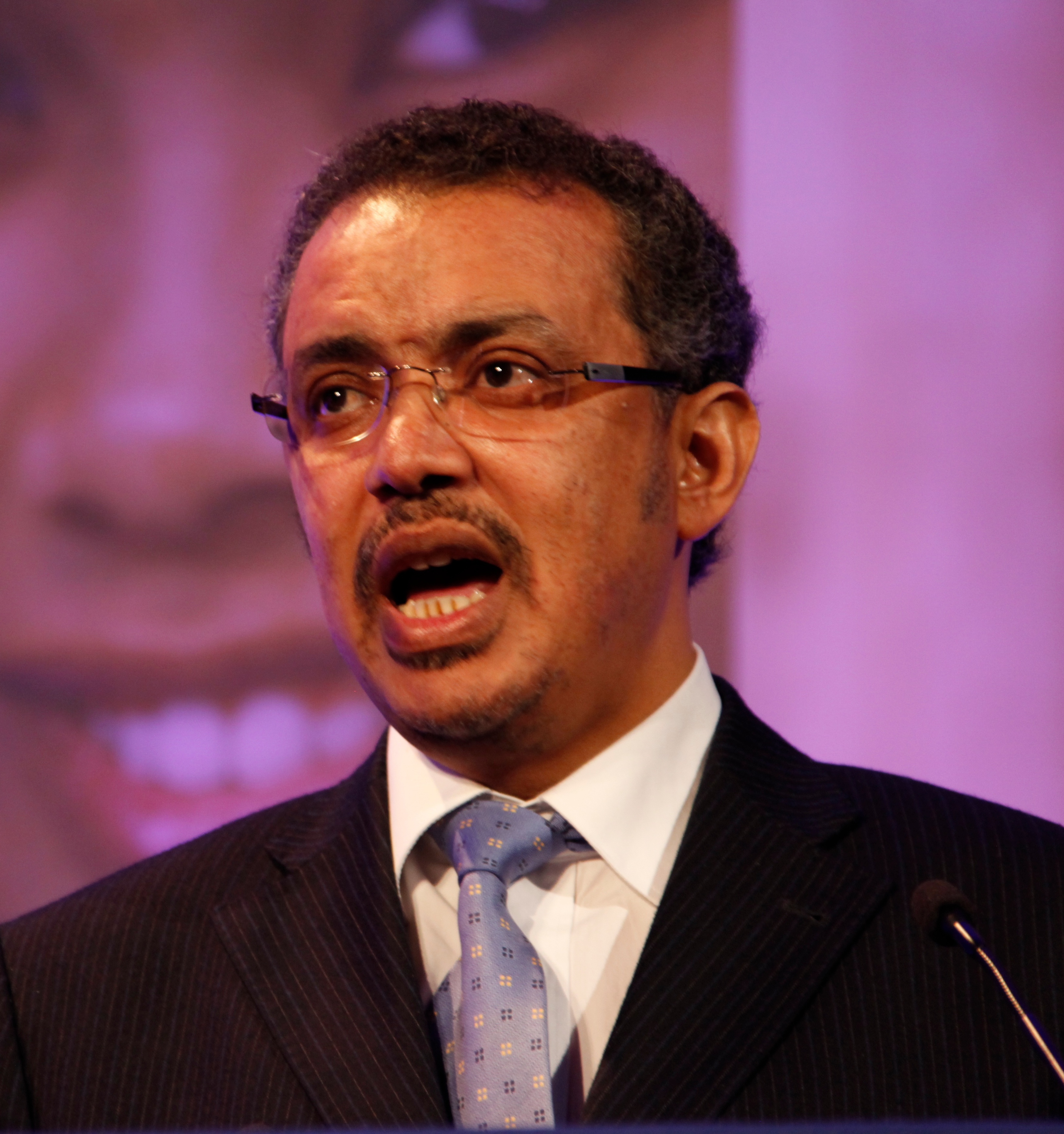
منظمة الصحة العالمية تيدروس أدهانوم، المدير العام لمنظمة الصحة العالمية

## استبدال ممثل السعودية
أعلنت السعودية عن أن الملك سلمان بن عبد العزيز آل سعود قد ألغى خطته لحضور القمة، وأن وزير الدولة إبراهيم بن عبد العزيز العساف سيحل مكانه. بينما لم تتوفر أي معلومات رسمية عن أسباب هذا القرار.

## روابط خارجية
- الموقع الرئيسي للقمة